# Sara Bonifacio
Sara Bonifacio, född 3 juli 1996 är en italiensk volleybollspelare (center). Hon har på klubbnivå spelat för AGIL Volley, UYBA Volley och Club Italia. Med landslaget har hon vunnit EM 2021 och Volleyball Nations League 2022.